# WMB
Westfälische Maschinenbau- und Handels-GmbH of WMB is een historisch Duits merk van motorfietsen.
De fabriek was gevestigd in Brakel en maakte een klein aantal lichte motorfietsen met 1,8 pk viertaktmotor in de periode 1924 tot 1926.
In het begin van de jaren twintig zochten veel Duitse bedrijven naar emplooi nadat door het Verdrag van Versailles een groot aantal producten niet meer gemaakt mochten worden. De Westfälische Maschinenbau- und Handels-GmbH was een van de vele bedrijven die het zocht in transportmiddelen, zeer lichte motorfietsjes die voor goedkoop vervoer moesten zorgen. Daar was weliswaar behoefte aan, maar het zeer grote aantal kleine bedrijven die zich op dezelfde markt stortten zorgde voor een grote concurrentie, terwijl de bevolking gebukt ging onder de opgelegde Duitse herstelbetalingen na de Eerste Wereldoorlog. Bovendien hadden ze een technische achterstand op merken die al vóór de Eerste Wereldoorlog motorfietsen maakten, zoals DKW, Hercules, NSU en Opel én op merken die Britse motorblokken als inbouwmotor toepasten of zelfs namaakten. Zo kon Zündapp een start maken door de Britse Levis te kopiëren en BMW deed hetzelfde met de Douglas.
Daar kwam nog bij dat de toegepaste viertaktmotor van WMB gecompliceerder en duurder dat de tweetaktmotoren van andere merken. Vele van deze kleine merkjes verdwenen dan ook al rond 1925 van de markt.